# José Carol Archs
José Carol Archs (Martorell, 24 de diciembre de 1929 - Barcelona, 16 de noviembre de 2019), novelista y articulista español.

## Biografía
José Carol Archs nace en la localidad de Martorell, cercana a Barcelona, en 1929, estudia bachillerato en colegios salesianos y la carrera de Derecho en la Universidad de Barcelona. 
Gana el Premio Café Gijón de novela corta en 1959 con El Parador. 
Colaborador y articulista en Nueva Estafeta (segunda etapa de La Estafeta Literaria) entre 1979 y 1983 y en el diario barcelonés El Correo Catalán entre 1981 y 1983. Presidente del jurado de los Premios Literarios de Martorell durante treinta años. En 2009 se publica un libro de homenaje a su vida y su obra por un grupo de escritores: La pasión por la palabra. 
Otras novelas suyas: La Riada, publicada por Editorial Planeta en 1966 y luego por Círculo de Lectores y Editorial Bruguera, Confesiones de un drogado (1971) y El fuego de la vida (1981). Un libro de relatos: Y los hombres izaron un arco iris (1979). Ensayo: Entre la espada y la pared (1974) y 33 viajes alrededor del yo (1982). También escribe una biografía F. Durán-Jordá, el combatiente de la sangre (1978) y una crítica literaria sobre autores catalanes: El sueño de la palabra (1996), así como un libro de aforismos: Cada día con Minerva (ediciones en 1976 y 1994). 

## Obras
- La riada. ISBN 978-84-320-5064-0
- El parador. ISBN 84-7457-044-1
- El fuego de la vida. ISBN 84-7457-120-0
- Y los hombres izaron un arco iris. ISBN 84-7457-056-5
- 33 viajes alrededor del yo. ISBN 84-85887-12-3
- Cada día con Minerva. ISBN 84-8132-018-8
- El sueño de la palabra. ISBN 84-8300-115-2
- La pasión por la palabra. ISBN 978-84-936938-6-2